# Microcerella texana
Microcerella texana är en tvåvingeart som först beskrevs av Townsend 1919.  Microcerella texana ingår i släktet Microcerella och familjen köttflugor. Inga underarter finns listade i Catalogue of Life.